# O Jesus Krist, dig till oss vänd
O Jesus Krist, dig till oss vänd är en kristen bönepsalm av Wilhelm II av Sachsen-Weimar från 1648, så när som på fjärde och sista versen. Psalmen översattes till svenska 1695 av Johannes Gezelius d.y. (1647-1718) i Åland. Per Olof Nisser bearbetade den 1983.
Psalmen inleds 1695 med orden:
HErre JEsu Christ tigh til oss wänd
Tin Helga And tu til oss sänd
Enligt 1697 års koralbok användes melodin då för psalmerna Jag tackar dig, min högste Gud (nr 242), När wij i högsta nöden stå (nr 307) och Du mänskors Fader (nr 313). Melodin (Ess-dur, 3/2) är från Gochsheim/Redwitz i Bayern 1628, modifierad i Görlitz år 1648. Psalmen har även sjungits till samma melodi som Se, Jesus är ett tröstrikt namn. 
|  |
|  |

## Publicerad som
- Nr 234 i 1695 års psalmbok under rubriken "Böne-Psalmer för Predikan".
- Nr 330 i 1819 års psalmbok under rubriken "Med avseende på särskilda personer, tider och omständigheter: Lärare och åhörare: Före predikan".
- Nr 105 i Stockholms söndagsskolförenings sångbok 1882 med verserna 1-4, under rubriken "Psalmer".
- Nr 96 i Svensk söndagsskolsångbok 1908 under rubriken "Samlingssånger".
- Nr 125 i Lilla Psalmisten 1909 under rubriken "Bönesånger".
- Nr 14 i Sionstoner 1935 under rubriken "Inledning och bön".
- Nr 214 i 1937 års psalmbok under rubriken "Helg och gudstjänst".
- Nr 182 i finlandssvenska psalmboken 1943
- Nr 824 i Herren Lever 1977
- Nr 174 i finlandssvenska psalmboken 1986
- Nr 78 i den svenska psalmboken 1986, 1986 års Cecilia-psalmbok, Psalmer och Sånger 1987, Segertoner 1988 och Frälsningsarméns sångbok 1990 under rubriken "Helg och gudstjänst".
- Nr 243 i Lova Herren 1987 under rubriken "Gemenskap i bön och Ordets betraktande".